# Porto Recanati
Porto Recanati is een gemeente in de Italiaanse provincie Macerata (regio Marche) en telt 11.230 inwoners (31-12-2004). De oppervlakte bedraagt 17,3 km², de bevolkingsdichtheid is 649 inwoners per km².

## Demografie
Porto Recanati telt ongeveer 4249 huishoudens. Het aantal inwoners steeg in de periode 1991-2001 met 16,0% volgens cijfers uit de tienjaarlijkse volkstellingen van ISTAT.
| Jaar | Inwoneraantal |
| ---- | ------------- |
| 1991 | 8119          |
| 2001 | 9414          |

## Geografie
De gemeente ligt op ongeveer 5 m boven zeeniveau.
Porto Recanati grenst aan de volgende gemeenten: Castelfidardo (AN), Loreto (AN), Numana (AN), Potenza Picena, Recanati.